# Tommy Moe
Tommy Moe, född den 17 februari 1970 i Missoula, Montana, är en amerikansk utförsåkare.
Han tog OS-guld i herrarnas störtlopp och OS-silver i herrarnas super-G i samband med de olympiska utförstävlingarna 1994 i Lillehammer.